# Leonid Nikolajewitsch Sobolew

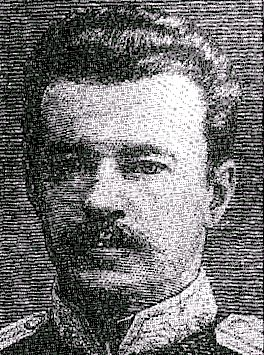
Leonid Nikolajewitsch Sobolew

Leonid Nikolajewitsch Sobolew (russisch Леонид Николаевич Соболев; * 9. Juni 1844 bei Toropez, Russland; † 13. Oktober 1913 in Russland) war ein russisch-bulgarischer General, Politiker und Ministerpräsident von Bulgarien.

## Leben

### Militärische Laufbahn
Der aus Russland stammende Sobolew absolvierte eine militärische Laufbahn in deren Verlauf er zunächst 1868 die Nikolajewsker Generalstabsakademie in Sankt Petersburg abschloss. Während des Russisch-Osmanischen Krieges von 1877 bis 1878 war er als Stabsoffizier der russischen Armee in Bulgarien eingesetzt. Während des Krieges nahm er an den Schlachten von Plewna und um den Schipkapass teil. Anschließend war er Adjutant des Prinzen Wladimir Alexandrowitsch Tscherkasski. Am 30. August 1880 wurde er zum Generalmajor befördert.

### Ministerpräsident Bulgariens
Am 5. Juli 1882 wurde er von Fürst Alexander I. zum Ministerpräsidenten ernannt. Zugleich übernahm er auf ausdrücklichen Wunsch des Fürsten auch das Amt des Innenministers. Dieses Amt gab er am 16. April 1883 auf. Vom 29. November 1882 bis zum 26. Januar 1883 war er außerdem auch Minister für öffentlichen Unterricht. Schließlich übernahm er vom 15. bis 18. März 1883 das Amt des Finanzministers. Am 15. August 1883 bis zum 19. September 1883 war er wiederum Innenminister.
Nach politischen Meinungsverschiedenheiten mit dem Fürsten und der Konservativen Partei wurde er am 19. September 1883 durch ein Bündnis der Konservativen und der Liberalen als Ministerpräsident zum Zurücktritt gezwungen. Dieses Amt übernahm Dragan Kiriakow Zankow.
Im Anschluss an seinen Rücktritt kehrte er nach Russland zurück, wo er 1886 ein Buch Über die bulgarische zeitgenössische Geschichte („Към най-новата история на България“) verfasste.
Ebenfalls 1886 veröffentlichte er das Buch „Der erste Fürst von Bulgarien“, welches viele falsche Darstellungen enthält, um diesen zu verunglimpfen.

### Letzte Zeit
Sobolew kehrte nach Russland zurück und wurde am 27. Oktober 1883 zum Kommandeur der 1. Brigade der 37. Infanteriedivision ernannt. Am 17. Februar 1891 wurde er Stabschef des Militärbezirks von Wilna und von 14. März 1895 bis zum 1. Juni 1904 fungierte er als Stabschef des Militärbezirks Moskau.
Vor Beginn des Russisch-Japanischen Krieges wurde er am 6. Dezember 1903 zum General der Infanterie befördert und am 1. Juni 1904 zum Kommandierenden General des 6. Sibirischen Armeekorps ernannt. Er nahm vom 20. Februar bis 10. März 1905 an der Schlacht von Mukden teil und übernahm nach dem Rückzug nach Tieling das Kommando über die 2. Mandschurische Armee. Für seine Leistung in der Mandschurei wurde ihm am 26. März 1905 der Orden des Heiligen Alexander Newski mit Diamanten verliehen.